# Alpenverein Graz
Der Alpenverein Graz, vollständiger Name Oesterreichischer Alpenverein, Sektion Graz-St.G.V. (Steirischer Gebirgsverein), ist eine Sektion des Österreichischen Alpenvereins. Er wurde im Februar des Jahres 1870 gegründet und ist aktuell mit 23.043 Mitgliedern (Stand 31. Dezember 2024) einer der größten Sportvereine in Österreich.

## Geschichte
Im Februar (9. oder 19. – hier weichen die historischen Aufzeichnungen ab) 1870 gründeten die Männer Josef Mülleret, Gustav Demelius, Franz Ilwof, Franz Feill, Adalbert Michel, Johannes Frischauf, Arthur von Schmid, Theodor Lubensky, Josef Purgleitner und Cajetan Klar (siehe Kurzbiographien) die Sektion Graz des Deutschen Alpenvereins und wenige Wochen später, am 21. März, fand die konstituierende Versammlung und die Genehmigung der Statuten statt. Die erste ordentliche Monatsversammlung der Sektion wurde am 12. April abgehalten. Obmann wurde Michel, Obmann-Stellvertreter Ilwof, Schriftführer Mülleret, Cassier Klar und Conservator Purgleitner. Manche von ihnen waren bereits Gründungsmitglieder des „Vereins der Gebirgsfreunde in Graz“, der im Jahr zuvor, am 26. Juni 1869 gegründet wurde und sich später, im Jahr 1935 als „Steirischer Gebirgsverein“ mit der AV-Sektion Graz zusammenschloss. 

## Alpenverein und die Sektion Graz heute
Der Alpenverein Österreich (Hauptverein) mit Sitz in Innsbruck ist der größte alpine Verein in Österreich. Er hat rund 725.000 Mitglieder, ist Anwalt der Alpen und gesetzlich anerkannte Umwelt-Organisation mit etwa 25.000 ehrenamtlich tätigen Mitgliedern. Er hat 231 Alpenvereinshütten und betreut rund 26.000 km Alpenvereinswege und über 200 Kletteranlagen.
Die Sektion Graz als eigener Verein hat ihren Geschäftssitz in Graz und ist Eigentümer von sieben Hütten. Das Freizeitangebot umfasst Hochtouren, Klettern, Klettersteige, Schitouren, Radtouren, Wandern, Schneeschuhwandern, Paddeln, Gymnastik, Ausbildungen, Vorträge und sonstige Aktivitäten. Einen breiten Raum nehmen die Aktivitäten für die Jugend und für Familien ein. Rund 2.000 Bücher, 1.500 Führer und rund 1.000 Karten stellt die eigene Alpinbibliothek in Graz als Informationen über Wanderungen, Berg-, Schi- und Schneeschuhtouren bereit. Der Bestand deckt nicht nur die Alpen, sondern alle großen Gebirge der Erde ab. Die Leihbücherei besteht seit 1920 und fand nach mehreren Zwischenstationen 1994 ihre Heimstätte in der Grazer Schörgelgasse. Dort befand sich bis September 2024 auch der ÖAV-Landesverband, zwei Meetingräume und das Kletterzentrum der Sektion Graz.
Anlässlich des 150-jährigen Bestandsjubiläums im Jahr 2020 fand eine Ausstellung „STADT sucht BERG“ zum Österreichischen Alpenverein, Sektion Graz, ab 12. März 2020 im Graz Museum statt. Infolge der COVID-19-Pandemie wurde das Museum im März 2020 geschlossen. Die Ausstellung wurde nach Aufhebung des Betretungsverbotes für Besucherbereiche von Museen am 1. Juli 2020 wieder geöffnet und bis 31. Jänner 2021 verlängert.
Nach mehrjähriger Quartiersuche wurde im Sommer 2023 ein Mietvertrag betreffend das neue Alpenvereinshaus in der Annenstraße 13, 8020 Graz abgeschlossen. Seit September 2024 ist das neue Vereinshaus offiziell seiner Bestimmung übergeben und wurde im Beisein von Landeshauptmann Christopher Drexler, Vizebürgermeisterin Judith Schwentner sowie im Beisein von hochrangigen Vertretern des Hauptvereins, unter anderem Präsident Wolfgang Schnabl feierlich im Rahmen eines Festaktes eröffnet und von Ehrenmitglied Prälat Leopold Städtler geweiht.
Mit der Übersiedlung in das neue Alpenvereinshaus wurden die bisherigen Standorte Sackstraße und Schörgelgasse in einem neuen Standort vereint.

## Hütten
Die Sektion Graz ist Eigentümer von sieben ÖAV-Hütten:

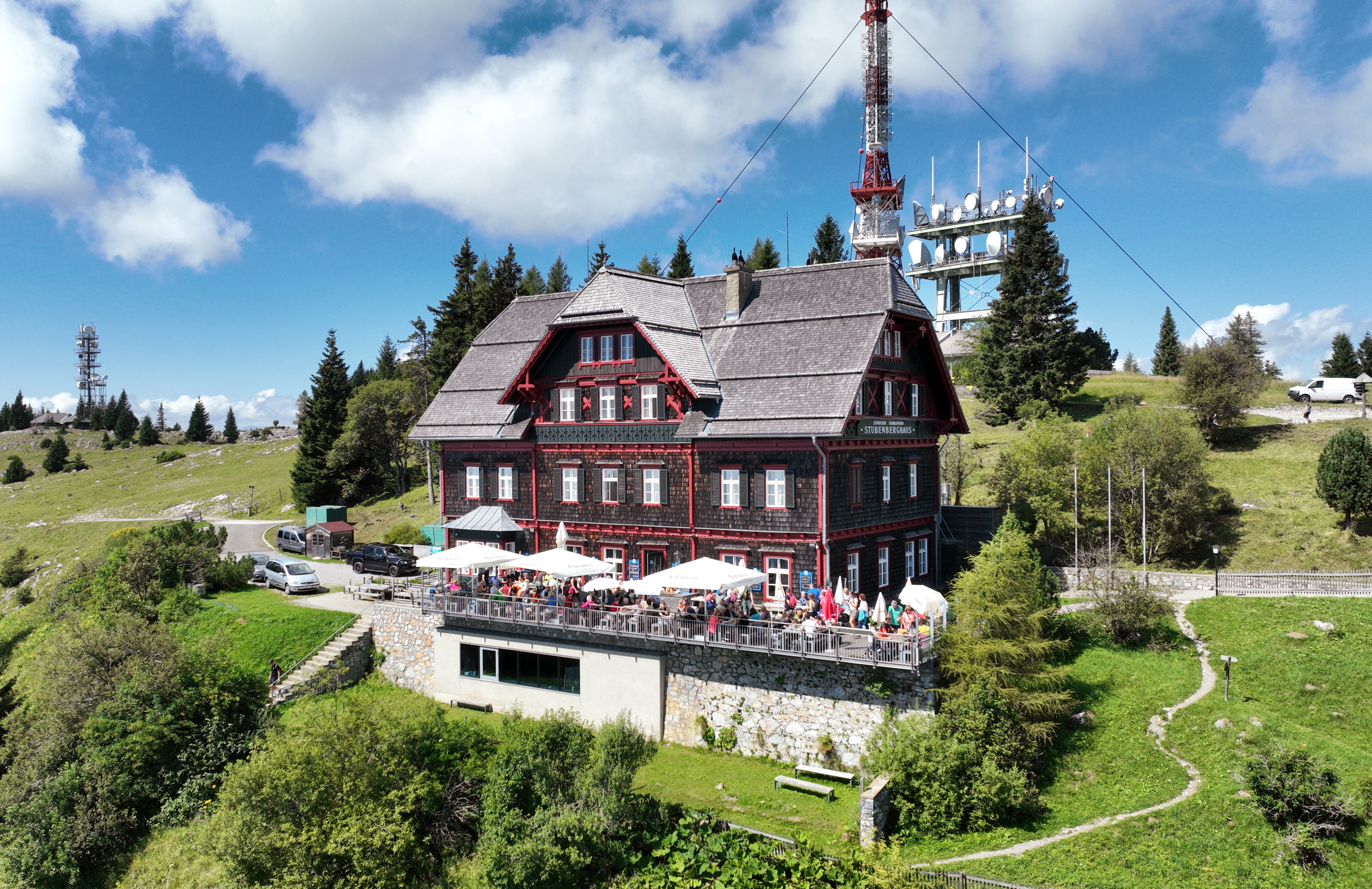
Stubenberghaus auf dem Schöckl

- Arthur-von-Schmid-Haus: bewirtschaftete Hütte
- Grazer Hütte: bewirtschaftete Hütte
- Kaponig-Biwak: nur Biwak / Notunterkunft
- Kapunerhütte: Selbstversorgerhütte
- Rotgüldenseehütte: bewirtschaftete Hütte
- Sticklerhütte: bewirtschaftete Hütte
- Stubenberghaus: bewirtschaftete Hütte

### Ehemalige Hütte
- Mörsbachhütte: Hütte 2018 an Privat verkauft[5]

## Aussichtswarten
Die Sektion Graz ist Eigentümer von zwei Aussichtswarten:
- Stephanien-Warte (651 m) auf der Platte
- Rudolfs-Warte (659 m) auf dem Buchkogel

## Bekannte Mitglieder
- Johannes Frischauf (1837–1924), österreichischer Mathematiker, Physiker, Astronom, Geodät und Alpinist
- Eduard Richter (1847–1905), österreichischer Geograf, Historiker, Gletscherforscher und Alpinist